# Caretaker
 (avril 2013).
Pour plus de détails, voir Fiche technique et Distribution.
Caretaker est un film d'horreur américain réalisé par Marty Murray, sorti en 2013. Aucune date n'est encore prévue pour la sortie en France ni s'il sortira en salles ou directement en DVD.

## Distribution
- Lance Henriksen : Carl
- Briana Evigan : Ivy
- Sarah Karges : Lori
- Randy Wayne : Mike
- Ben Elliott : Jerry
- Ashley Lobo : Sheila
- Joe Farina : L'officier Becker
- Steve Rally : Le fantôme du père